# 蜜
蜜（みつ）は、草花や樹木が分泌する甘い汁のこと。また、それを蜜蜂が多くの植物から集めた蜂蜜、あるいは人間によって精製された糖蜜のこと。

## 花の蜜

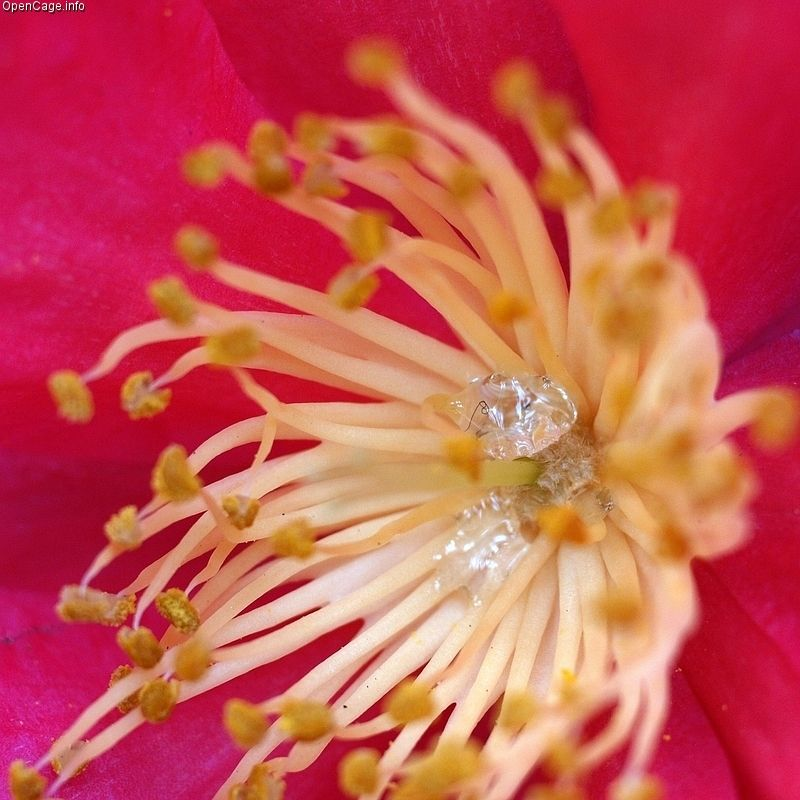
カンツバキの蜜

多くの被子植物は花に蜜を分泌する器官を持つ。これを蜜腺と呼ぶ。多くの場合、蜜腺は花びらの基部の内側にある。花が咲くと蜜が分泌され、花に来訪する昆虫などはこの蜜や花粉を餌とするものが多い。
花が蜜を出す理由は、これによって昆虫などを引きつけ、花を訪れさせることで昆虫に花粉をつけ、同種の別の花で受粉を行わせるためである。つまり、虫媒花が虫を呼ぶために差し出す対価が蜜である。花の香りや色は、昆虫などを呼び寄せるための信号になっているが、昆虫の側から見れば、蜜の在処を示すものとしての意味を持つ。人間の目からは単色の花びらに見える花でも、紫外線に反応するフィルムで撮影すると、花の中心に向けた集中腺の模様が現れるものが知られている。これは、昆虫には紫外線が見え、その目で見れば目標がそこであることを示す効果があると考えられる。同時に、花の色の美しさがヒトなどに向けたものではないことも示している。
当然ながら、虫媒花でなくても鳥媒花やコウモリ媒花など、蜜を求める動物を花粉媒介者にするものは蜜を出す。風媒花のように、蜜が役に立たないものでは蜜腺が退化する。
昆虫など、花粉媒介者が花に訪れたときに花粉の媒介を有効に果たせるように、特殊な適応を持つ花もある。たとえば花びらの基部に深いくぼみ（距）があって、その底に蜜をためるものがある。この場合、花の奥深くに口を挿入しないと蜜が吸えないため、花粉が付着する可能性が高まる。しかし昆虫の側では、摂取をより効率よくし花の側面から口を差し込んだり、底の部分を破ったりする盗蜜行動に出るものがある。

## 花以外の蜜

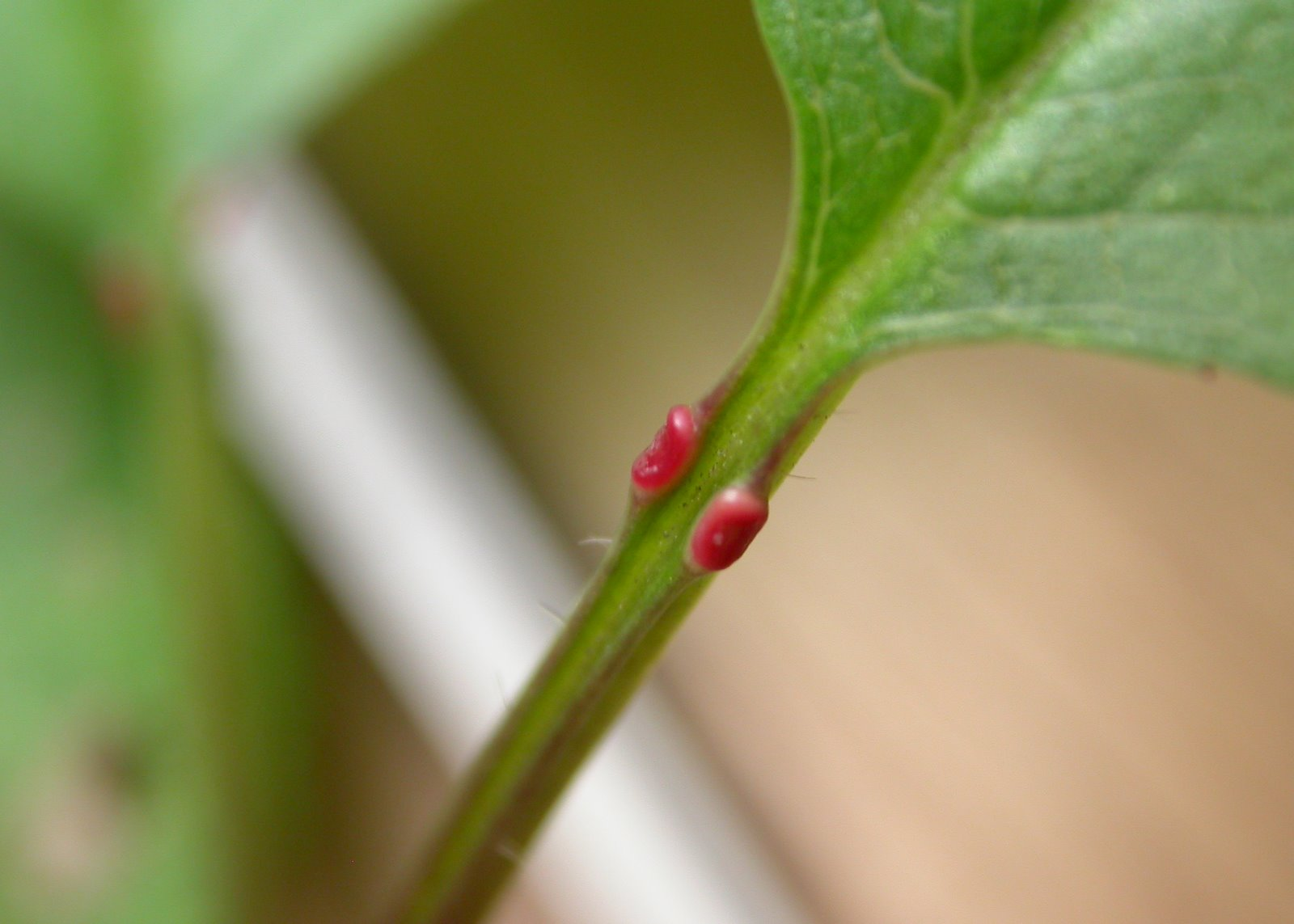
セイヨウミザクラの葉柄上にある赤い突起は花外の蜜腺である。

花以外の部分に、蜜腺を持つものもある。例えばサクラ属やアカメガシワなどの葉柄にあるものがよく知られる。

### サクラ
サクラは葉柄に数個の蜜腺を持っている（花外蜜腺）。他にも葉や花軸などに蜜腺を持つものがある。これらがどのような役に立っているかは定かではないが、一説によると、アリを誘引するためではないかと言われている。アリは小型ではあるが、数が多く集団で活動する強力な肉食動物であり、昆虫レベルの小型動物の中では恐ろしい存在なので、アリが引き寄せれば草食昆虫も近づきにくいというわけである。アリを住まわせるための特別なしくみを持つアリ植物というのがあるが、それに近い方向の適応と言えよう。

### リンゴ
リンゴの中心部のソルビトールに富む部分を「蜜」と呼ぶ。ただし当該部分が甘いわけではない。また、蜜腺とは関係ない。リンゴを参照のこと。

## 英語と語源
英語では、花蜜をネクター(Nectar)と言う。この言葉の語源はギリシア神話に登場する神々の飲み物ネクタル（nektar：nek〈死〉＋tar〈打ち勝つ効能〉）に由来し、西暦1600年に「花の蜜」として記述され、一般的な物となった。